# Claire Lefilliâtre

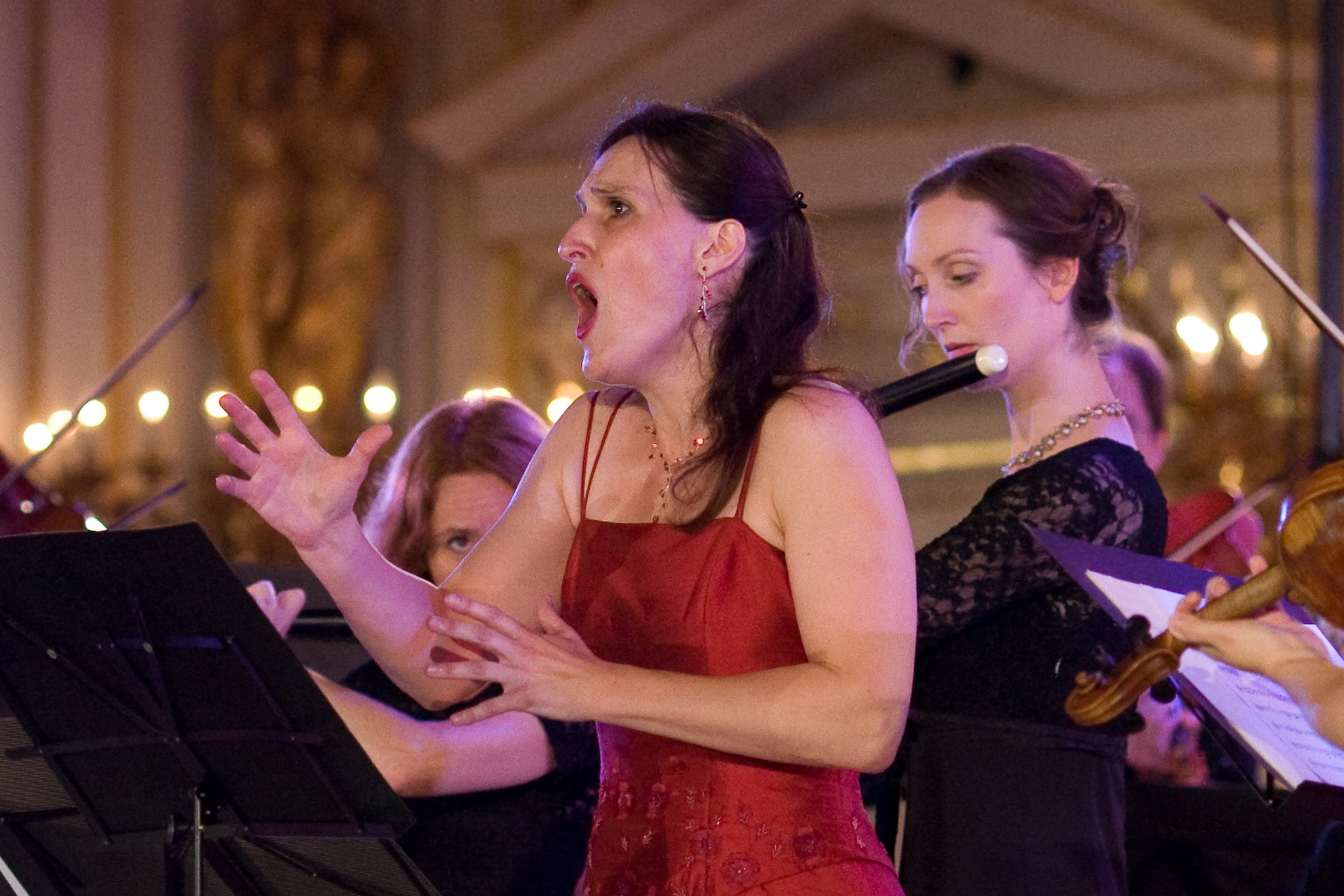
Claire Lefilliâtre, en le Festin romain, Praga, 6 de agosto de 2013

Claire Lefilliâtre es una soprano francesa especializada en el repertorio musical barroco. 
Lefilliâtre colabora principalmente con el ensamble Le Poème Harmonique de Vincent Dumestre.

## Discografía (selección)

### Con Le Poème Harmonique
- 1999 L'Humaine Comédie de Etienne Moulinié con Sophie Watillon y Friederike Heumann (Alpha)
- 2001 Aux Marches du Palais (Alpha)
- 2001 Lamentations de Emilio de Cavalieri (Alpha)
- 2002 Le Consert des Consorts de Pierre Guédron con Sophie Watillon y Friederike Heumann (Alpha)
- 2002 Il Fasolo ? (Alpha)
- 2002 Tenebrae de Michel-Richard de Lalande (Alpha)
- 2003 Nova Metamorfosi (Alpha)
- 2003 Je meurs sans mourir de Antoine Boesset (Alpha)
- 2004 Plaisir d'amour con Bruce Duisit e Isabelle Druet
- 2005 Le Bourgeois gentilhomme en la Opera Real de Versailles con Benjamin Lazar (DVD) (Alpha), le grand prix du disque y DVD de la Académie Charles-Cros, categoría música barroca
- 2007 Carnets de voyages de Charles Tessier (Alpha)
- 2008 Cadmus & Hermione de Jean-Baptiste Lully y Philippe Quinault (DVD) (Alpha)
- 2010 Combattimenti Monteverdi-Marazzoli  (el Lamento della Ninfa incluido) (Alpha)

### Otras interpretaciones
- Mottets à une et deux voix de André Campra con Raphaële Kennedy[1] y el ensemble Da Pacem (Arion)
- Madrigali e Altre Musiche Concertate de Tarquinio Merula con el ensemble Suonare e Cantare (Pierre Verany)
- Muse honorons l'illustre & grand Henry de Claude Lejeune con Les Pages & les Chantres del Centre de Musique Baroque de Versailles, dir. Olivier Schneebeli (Alpha)
- Histoire de la nativité de Heinrich Schütz con Hans-Jörg Mammel y el Chœur de chambre de Namur y el ensemble La Fenice, dir. Jean Tubéry (K617)
- Te Deum de Marc-Antoine Charpentier con el Chœur de chambre de Namur y el ensemble La Fenice, dir. Jean Tubéry (Ricercar)
- Christ lag in Todesbanden de Johann Pachelbel con el Chœur de chambre de Namur y el ensemble Les Agrémens, dir. Jean Tubéry (Ricercar)

## Filmografía
- Lefilliâtre presta su voz a Natacha Régnier para la interpretación del Lamento della ninfa, de Monteverdi, en la película fr dirigida por Eugène Green en 2004. Toda la música de esta película es interpretada por Le Poème Harmonique dirigido por Vincent Dumestre.
- 2016: Le Fils de Joseph, de Eugène Green